# إبراهيم عبده
إبراهيم عبده من أعلام الصحافة الروّاد في مصر، درس في أمريكا أبان ثورة يوليو 1952م، وعقد هناك مؤتمرات مُتحدثًا بأسم الثورة وداعيًا لها، عاد بعدها إلي مصر. كتب في جريدة كوكب الشرق ومجلة بنت النيل، سافر للعمل عدة سنوات في السعودية والكويت، ثم عاد ليؤسس دار نشر ثقافية، وتطورت هذه الدار حتى ضمت نحو ثلأثين أستاذًا جامعيًا تخصصو في إصدار الكتب والموسوعات، وحصل علي العديد من الشهادات العلمية كان أستاذًا للفن الصحفي، ودرّس تاريخ الصحافة، وهو أول عميد لمعهد التحرير والترجمة والصحافة، قبل إنشاء كلية الإعلام، كما إختارته جامعة القاهرة أستاذًا غير متفرغ بكلية الإعلام عام 1402ه، ثم حمل علي الثورة حملة عنيفة فأصدر كتابه نفاقستان، ثم تاريخ بلا وثائق بعد موت عبد الناصر، وفي الكتاب الأول تحدث عن عصر النفاق، حيث كانو يسمون الهزائم انتصارات ويعتبرون التعذيب والمعتقلات منتهي الحرية، ويطلبون من المظلومين أن يهتفوا بحياة العدل، يقول في تعريفه بكتابه (في صفحة مستقلة قبل المقدمة): يحكي هذا الكتاب قصة الذين نافقوا فنفقوا كما تنفق الحمير، وقد طُبع الكتاب طبعات عديدة وكتبت فيه الصحف العالمية.

## مؤلفاته
- تطور الصحافة المصرية 1798-1981م.[5]
- أقوال للسلطان
- قصة المطبعة
- من مشايخ البلد إلي مجالس الطراطير
- تاريخ الطباعة والصحافة في مصر خلال الحملة الفرنسية 1798-1801م
- دراسات في الصحافة الأوروبية -تاريخ وفن
- تاريخ بلا وثائق
- كلمة حق للتاريخ
- جريدة الأهرام تاريخ مصر في خمس وسبعين سنة
- سيرة من الحرمين
- الموسوعة الذهبية رئاسة التحرير
- الصحافة في الولأيات المتحدة نشأتها وتطورها
- الحياة الثانية
- روز اليوسف سيرة وصحيفة
- الوسواس الخناس يحكي أحداث مصر في عشرينن عامًا
- تاريخ الوقائع المصرية 1828-1942م
- الديمقراطية بين شيوخ الحارة ومجالس الطرطير
- قصة الجريدة
- أبو نظارة: إمام الصحافة الفكاهية وزعيم المسرح في مصر يعني يعقوب رفائيل صنوع 1330ه
- إنسان الجزيرة عرض جديد لسيرة الملك عبد العزيز آل سعود.[2]